# Stigmops demiclavula
Stigmops demiclavula är en kräftdjursart som först beskrevs av Lewis 1998B.  Stigmops demiclavula ingår i släktet Stigmops och familjen Armadillidae. Inga underarter finns listade i Catalogue of Life.